# Liara
Liara es un género de saltamontes longicornios de la subfamilia Conocephalinae. Se distribuye en Asia (India, Sudeste asiático y China).

## Especies
Las siguientes especies pertenecen al género Liara:
- Subgénero Acanthocoryphus Karny, 1907
  - Liara brevis Ingrisch, 1998
  - Liara brongniarti (Karny, 1907)
  - Liara durata Ingrisch, 2020
  - Liara mindanensis (Hebard, 1922)
- Subgénero Indoliara Ingrisch, 2020
  - Liara dividata Ingrisch, 2020
- Subgénero Liara Redtenbacher, 1891
  - Liara alata Ingrisch, 1998
  - Liara baviensis Gorochov, 1994
  - Liara bifurcata Gorochov, 2020
  - Liara floricercus Ingrisch, 1990
  - Liara inaculeata Gorochov, 2020
  - Liara lobatus (Redtenbacher, 1891)
  - Liara magna Ingrisch, 1990
  - Liara monkra Ingrisch, 1998
  - Liara rufescens Redtenbacher, 1891
  - Liara tamdaoensis Gorochov, 1994
  - Liara tenebra Ingrisch, 1998
  - Liara tramlapensis Gorochov, 1994
  - Liara tulyensis Gorochov, 1994
- Subgénero Unalianus Koçak & Kemal, 2009
  - Liara brevipennis (Redtenbacher, 1891)
  - Liara clavata Gorochov, 2020
  - Liara harmandi (Brongniart, 1897)
  - Liara heteracanthus (Redtenbacher, 1891)
  - Liara homoeacanthus (Redtenbacher, 1891)
  - Liara intermedius (Redtenbacher, 1891)